# 9964 Hideyonoguchi
9964 Hideyonoguchi là một tiểu hành tinh vành đai chính. Nó bay quanh Mặt Trời theo chu kỳ 3.88 năm.
Được phát hiện ngày 13 tháng 2 năm 1992 bởi T. Seki, Tên chỉ định của nó là "1992 CF1". It was later renamed "Hideyonoguchi" after Hideyo Noguchi, a bacteriologist who made important advances in medicine working ở Rockefeller Institute for Medical Research.